# Anthospermum rosmarinus
Anthospermum rosmarinus är en måreväxtart som beskrevs av Karl Moritz Schumann. Anthospermum rosmarinus ingår i släktet Anthospermum och familjen måreväxter. Inga underarter finns listade i Catalogue of Life.